# Montagnes Bleues (Sikhote-Aline)
Pour les articles homonymes, voir Montagnes Bleues.
Les montagnes Bleues (en russe : Синий хребет, Sinii khrebet) forment la chaîne de montagnes la plus occidentale de la cordillère du Sikhote-Aline. Elle se situe dans le kraï du Primorié en Extrême-Orient russe. Son point culminant est le mont Ostraïa à une altitude 1 083 m. Le mont Sinaïa (1 049 m) et le Beltsova (950 m) se démarquent également.

## Géographie
La chaîne est étroite, variant de 10 à 15 km, et ayant des altitudes de basse montagne (comprises entre 300 et 500 m). Elle est la partie la plus occidentale de la cordillère du Sikhote-Aline, et les montagnes Bleues s'étendent du nord au sud dans la partie centrale du Primorié. À l'est de celle-ci, les montagnes Bleues orientales, encore plus basses (mont Gordeïevskaïa, 1 033 m), s'étendent parallèlement. À l'ouest, à 30 km de la crête, se trouvent la plaine du Khanka et le lac Khanka.
La crête est traversée par la vallée de la rivière Oussouri et ses affluents principaux, les rivières Arsenievka et Krylovka. Sur le versant ouest se trouvent la ville de Spassk-Dalni, les villages de Tchernigovka, de Sibirtsevo et de Kirovski. Les montagnes appartiennent à la catégorie des montagnes en blocs plissés sur des structures mésozoïques et cénozoïques. La formation du relief a été particulièrement active aux périodes du Néogène et du Quaternaire, lorsque se produisaient la compression et la surrection des montagnes, et les zones de basse montagne représentent en partie des reliques du relief pré-crétacé,.
Le climat est celui de la mousson, avec des hivers froids et glacials avec peu de neige et des étés chauds et humides. Les conifères prédominent avec quelques arbres à feuilles larges et arbustes. Parmi les oiseaux notés figurent la pie bleue, la corneille noire et la corneille à gros bec. Parmi les mammifères trouvés sur les pentes de la crête figurent le renard, le blaireau, le lynx et le chien viverrin.